# ラグランジア (小惑星)
ラグランジア (1006 Lagrangea) は小惑星帯に位置する小惑星。クリミア半島のシメイズ天文台で、ソビエト連邦の天文学者セルゲイ・ベリャフスキーによって発見された。
イタリア生まれのフランスの数学者で、天文学者としても活動したジョゼフ＝ルイ・ラグランジュに因んで命名された。